# C'era una volta (film 1967)
C'era una volta è un film del 1967 diretto da Francesco Rosi.
Si tratta di una favola napoletana che trae spunto da varie novelle del Pentamerone di Giovan Battista Basile, noto anche come Lo cunto de li cunti.

## Trama
Nel regno di Napoli, sotto la dominazione spagnola, vive la splendida Isabella Candeloro, popolana che vive di piccoli espedienti, abilissima in cucina sia a preparare che a lavare i piatti: memorabile resta l'episodio in cui, con l'aiuto di alcuni ragazzini, vende un asino ad uno stalliere, facendogli credere che defechi oro. Amico della ragazza è Giuseppe da Copertino, un monaco in odore di santità che svolazza sui tetti del convento, e che di lì a poco morirà.
Un giorno, vestito in panni borghesi, capita da quelle parti in sella ad un cavallo appena domato il principe Rodrigo, che la madre di lui vorrebbe sposato ma che ama solo domare cavalli: invaghitosi immediatamente di Isabella, per metterla alla prova le chiede di preparargli sette gnocchi, come gli aveva consigliato Giuseppe da Copertino. Le rivela quindi la sua identità; nonostante vari battibecchi, tra lui ed Isabella scoppia l'amore. Ma per la reciproca testardaggine il principe ritorna a palazzo. Con l'intento di recuperare l'amato, Isabella chiede l'aiuto di alcune vecchie streghe: la fattura non solo non riesce ma determina la paralisi del principe. Questi si reca, per guarire dal maleficio, al paese di Isabella, ma dopo il bacio risanatore la fa rinchiudere in una botte, che una strega fa rotolare fino al mare
Riuscita a liberarsi, Isabella si presenta al palazzo, venendovi assunta come lavapiatti, pur di stare vicino al suo amato (che il re di Spagna vuole si sposi con una principessa scelta tra sette); si farà  rintracciare grazie ad una striscia di farina che, dalla camera da letto di lui, arriva fino al giaciglio di lei nella cucina. Il principe, non potendo sposare una popolana, la eleva di autorità al rango di principessa dell'immaginario feudo di Caccavone (un paese che è realmente esistente in Molise in provincia di Isernia) e, per riuscire ad impalmarla, bandisce una gara: tra varie pretendenti di sangue blu, solo colei che romperà meno piatti nel pulirli potrà sposarlo. Nel frattempo, l'incantesimo di una strega trasforma in pulcini le tremila uova che sarebbero dovute servire per preparare un'enorme frittata.
Sicuro della vittoria della sua Isabella, il principe assiste alla gara; ma la malvagia Principessa di Altamura, con l'aiuto di un anello tagliente, ha rotto quattro piatti di Isabella prima dell'inizio, provocandone la rottura durante il lavaggio. La povera Isabella, uscendo sconfitta, fugge via piangendo tra i biasimi del suo amato che, deluso, la schiaffeggia. Arriva fino alla spiaggia, dove le viene in soccorso lo spirito di Giuseppe da Copertino che la incoraggia a farsi valere perché è vittima di una cattiveria. Ritornata al palazzo invaso di gente per il matrimonio del principe, Isabella riesce a smascherare pubblicamente la rivale, dimostrando che i piatti si sono rotti con un taglio netto, potendo così riunirsi al suo amato.

## Produzione
Il film fu fortemente voluto dal produttore Carlo Ponti, che ingaggiò Omar Sharif, ancora sulla cresta dell'onda per Il dottor Živago. Numerose le ambientazioni per le riprese del film, girato in parte nelle terre della masseria Pellicciari in agro di Gravina in Puglia. Tra queste, sono da ricordare le scene di Giuseppe da Copertino girate nel Tavoliere delle Puglie. Altre riprese sono state girate a Matera.
All'ambientazione della Certosa di Padula (il Palazzo del Principe) è legato l'episodio, realmente accaduto, della frittata di uova: nel 1535, di ritorno dalla battaglia di Tunisi, Carlo V sostò alla Certosa di Padula con tutto il suo seguito, e per essi i monaci prepararono un pantagruelico buffet comprendente, appunto, la frittatona. Il regista, per il ruolo del Santo volante Giuseppe da Copertino, aveva pensato, al posto di Leslie French, a Totò, ma l'operazione non si concretizzò, e poi Totò  morì, improvvisamente, durante il periodo di lavorazione.
.